# Milwaukee (Schiff, 1923)
Die Milwaukee, auch USS Milwaukee (Kennung: CL-5), war ein Leichter Kreuzer der Omaha-Klasse der United States Navy, sowie zwischen 1944 und 1949 als Murmansk der sowjetischen Marine.

## Geschichte
Die Milwaukee wurde bei Todd dry Dock & Construction Co. in Seattle am 13. Dezember 1918 auf Kiel gelegt, hatte am 24. März 1921 Stapellauf und ging am 20. Juni 1923 in Dienst. Sie war mit einem Tiefenmessungssystem ausgestattet und wurde für Vermessungszwecke eingesetzt. Am 14. Februar 1939 vermaß sie im Puerto-Rico-Graben mit 9.219 m die größte Tiefe des Atlantischen Ozeans. Diese trägt seither den Namen des Schiffes: Milwaukeetief. Dessen Tiefe wird heute mit ca. 8.400 m beziffert.

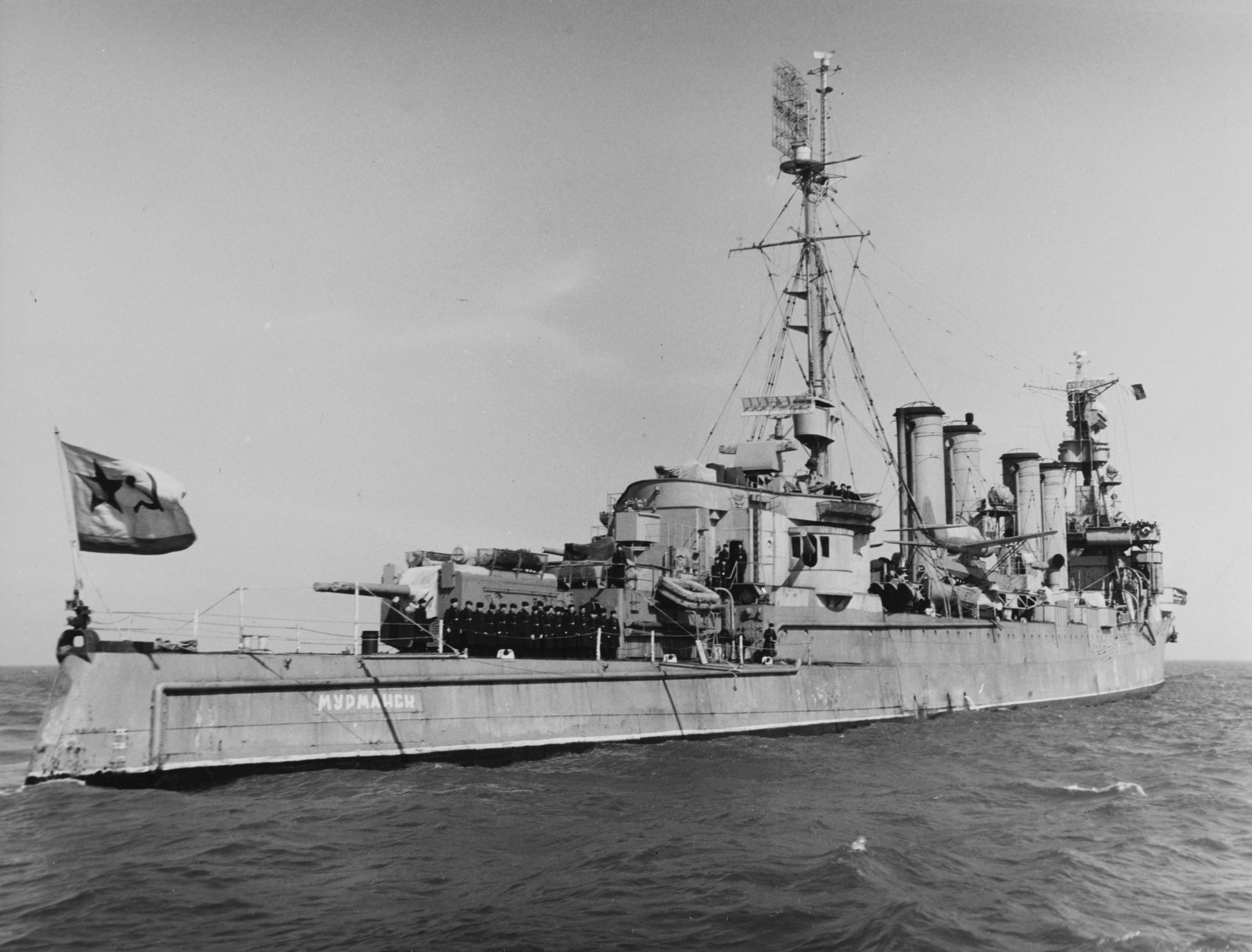
Die Milwaukee als Murmansk der sowjetischen Marine (1949)

Nach ihrer Überholung in einer Werft in New York wurde die USS Milwaukee (CL-5) als Geleitschiff für einen Truppentransport in der Karibik und im Pazifik eingesetzt. Danach operierte sie im Südatlantik und brachte dort den deutschen Frachter Annaliese Essberger auf und versenkte ihn. Ihre letzte Fahrt unter amerikanischer Flagge führte sie als Geleitschiff nach Irland und von dort ins russische Murmansk, wo sie 1944 der sowjetischen Nordflotte bis zu ihrer Außerdienststellung am 18. März 1949 leihweise überlassen wurde. Sie wurde am 10. Dezember 1949 verkauft und abgewrackt.